# Hugo Gunckel Luer
Hugo Gunckel Lűer (Valdivia, 10 de agosto de 1901 — Santiago, 17 de julho de 1997) foi um botânico e naturalista chileno.

## Biografia
Gunckel estava interessado em nomes comuns do flora, e foi incorporado ultimamente no Academia da língua do Chile. Finalmente, ele revisou o espanhol do Chile em Dicionário da língua (“Diccionario del Habla chilena”). O nome de Gunckel foi imortalizado no musgo Lepyrodon gunckeli Theriot, na pteridófita Gleichenia squamulosa var. gunckeliana (Looser) Duek e na gramínea Hierochloe gunckeli Parodi (Anthoxanthum gunckelii (Parodi) Veldkamp, Blumea 30(2): 348. 1985)

## Publicações
- "Helechos de Chile" Monografías Anexos de los Anales de la Universidad de Chile, 245 pp.

- "Bibliografía Moliniana" Fondo Andrés Bello, 166 pp.

- Dr. Rodolfo Armando Philippi. Excursión botánica a la Araucanía efectuada en 1889. Farmacia Chilena 26 (9): 387-396, 26 (10): 435-451. Gunckel H. (1952): Philippi, R.A. 1896. Botanische Excursion in das Araukanerland. Ber. Vereins Naturk. Cassel 41:1-31. em linha

- Gunckel H. (1948). La floración de la quila y el coligüe en la Araucanía. Ciencia e Investigación 4: 91-95.

- Gunckel H. (1953). Plantas chilenas estudiadas por Linneo. Revista Universitaria (Chile) 38: 67-76.

- Gunckel, H. (1959). Nombres indígenas relacionados con la flora chilena. Facultad de Química y Farmacia, Universidad de Chile, Santiago de Chile.

- Gunckel H. (1967). Fitonimia atacameña, especialmente cunza. Anales de la Academia Chilena de Ciencias Naturales 52:1-81.

- Gunckel H. (1972). Plantas chilenas descritas como nuevas por Juan Ignacio Molina y sus concordancias con la nomenclatura botánica actual. Noticiario Mensual del Museo Nacional de Historia Natural, Año 17 (N° 197): 3-11.

- Gunckel H. (1979). Vocablos populares técnicos relacionados con la industria del alerce Noticiario Mensual del Museo Nacional de Historia Natural 274-275.

- Gunckel H. (1980). Plantas magicas mapuches Terra Ameriga 41: 73-75.

- Munizaga, C. y H. Gunckel (1958). Notas etnobotánicas del pueblo atacameño de Socaire, o etnobotánica de Socaire. Publicaciones del Centro de Estudios Antropológicos 5: 9-40.